# أوبرا سمبر
أوبرا سمبر هي دار أوبرا وقاعة موسيقى ومقر فرقة أوركسترا شتاتسكابل درسدن.تم تصميم المبنى المعماري جوتفريد سمبر وتم افتتاحه في 13 أبريل 1841.